# Moriarty, Novi Meksiko
Moriarty je grad u okrugu Torrance u američkoj saveznoj državi Novom Meksiku. Prema popisu stanovništva SAD 2010. u ovdje je živjelo 1910 stanovnika. 

## Zemljopis
Nalazi se na 35°00′00″N 106°2′48″W / 35.00000°N 106.04667°W (34.999815, -106.046667). Prema Uredu SAD-a za popis stanovništva, zauzima 12,4 km2 površine, sve suhozemne.

## Stanovništvo
Prema podatcima popisa 2000. u Moriartyju bilo je 1765 stanovnika, 668 kućanstava i 478 obitelji, a stanovništvo po rasi bili su 73,54% bijelci, 0,62% afroamerikanci, 2,49% Indijanci, 0,28% Azijci, 0,06% tihooceanski otočani, 18,75% ostalih rasa, 4,25% dviju ili više rasa. Hispanoamerikanaca i Latinoamerikanaca svih rasa bilo je 40,79%.